# ブジュンブラ・メリー県
ブジュンブラ・メリー県（ブジュンブラ・メリーけん、フランス語: Province de Bujumbura Mairie、ルンディ語: IProvense ya Bujumbura Mairie、英語: Bujumbura Mairie Province）は、かつて存在したブルンジの県（Province）。 同国の経済首都であるブジュンブラ市を中心とし、ブジュンブラ近郊県に囲まれていた。なお、メリー（Mairie）は現地語（フランス語）で「役所」などという意味であり、その名の通りブジュンブラの中心地を擁する。
人口は約52万人（2010年見積もり。2008年の国勢調査では497,166人）であるが、面積は86km²でかなり小さい。県庁所在地はブジュンブラ。

## 歴史
1991年11月8日、ブジュンブラ県（Bujumbura Province）をブジュンブラ近郊県と分割する形で成立した。
2025年7月4日、周辺の県と合併しブジュンブラ県の一部となった。

## 下位行政区画
- Muha (commune)
- Mukaza (commune)
- Ntahangwa (commune)

## 下位区分
13のコミューン（commune）が所属している。人口は2008年国勢調査。
- ブテレレ（Buterere）：28,371人
- ブイェンジ（英語版）（Buyenzi）：47,363人
- ブウィザ（Bwiza）：37,688人
- キビトケ（Cibitoke）：50,899人
- ギホシャ（Gihosha）：39,503人
- カメンゲ（Kamenge）：50,070人
- カニョシャ（Kanyosha）：59,181人
- キナマ（英語版）（Kinama）：49,776人
- キニンド（Kinindo）：21,920人
- ムサガ（Musaga）：43,735人
- ンガガラ（Ngagara）：30,296人
- ニャカビガ（Nyakabiga）：20,883人
- ロヘロ（Rohero）：17,481人